# 31266 Tournefort
31266 Tournefort è un asteroide della fascia principale. Scoperto nel 1998, presenta un'orbita caratterizzata da un semiasse maggiore pari a 3,0577272 UA e da un'eccentricità di 0,0648262, inclinata di 3,20571° rispetto all'eclittica.